# اتفاقية دايتون

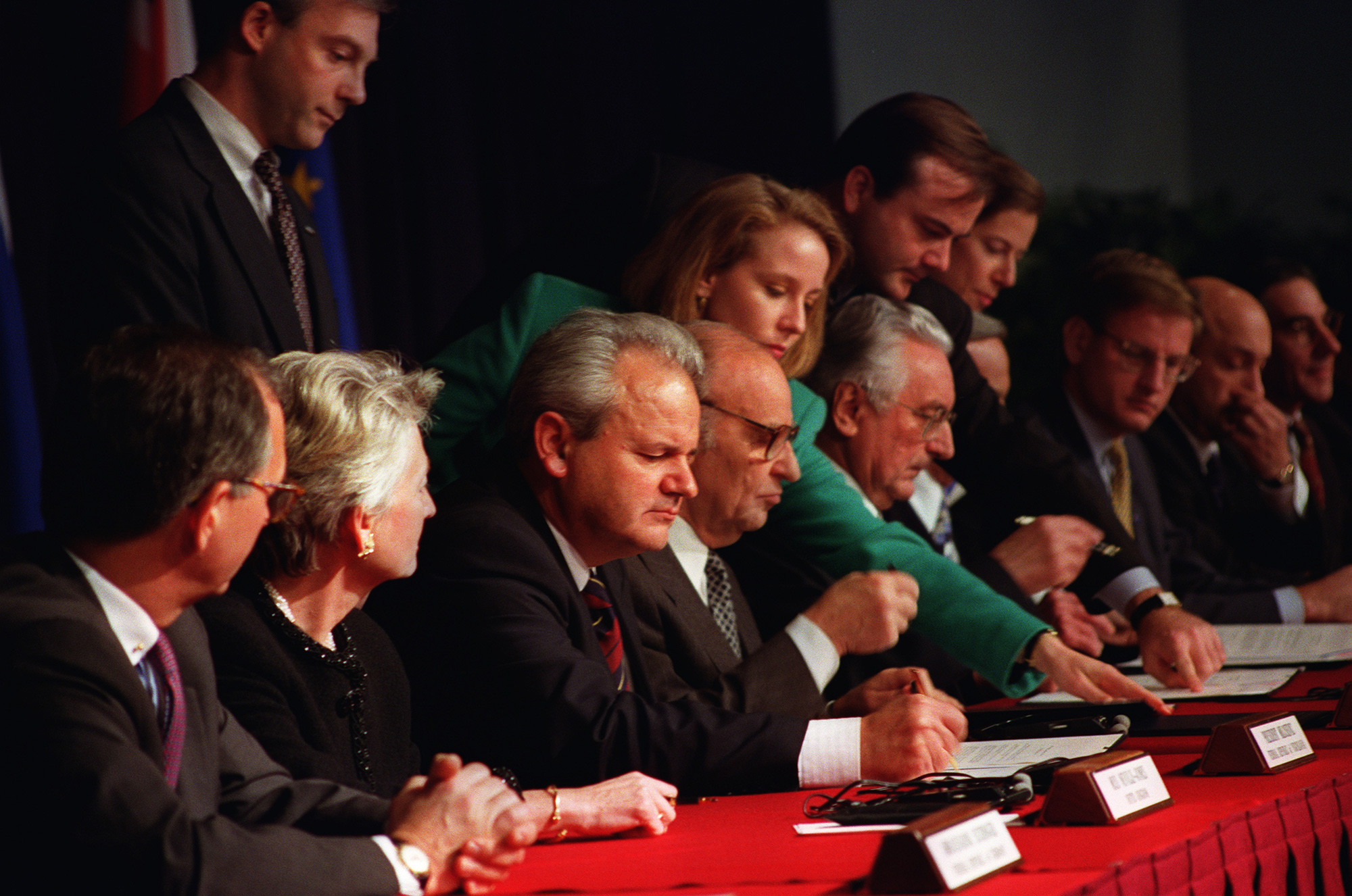
حضور القادة المتحاربون في مدينة دايتون الأمريكية للتوقيع على الاتفاقية ومنهم سلوبودان ميلوشيفيتش.

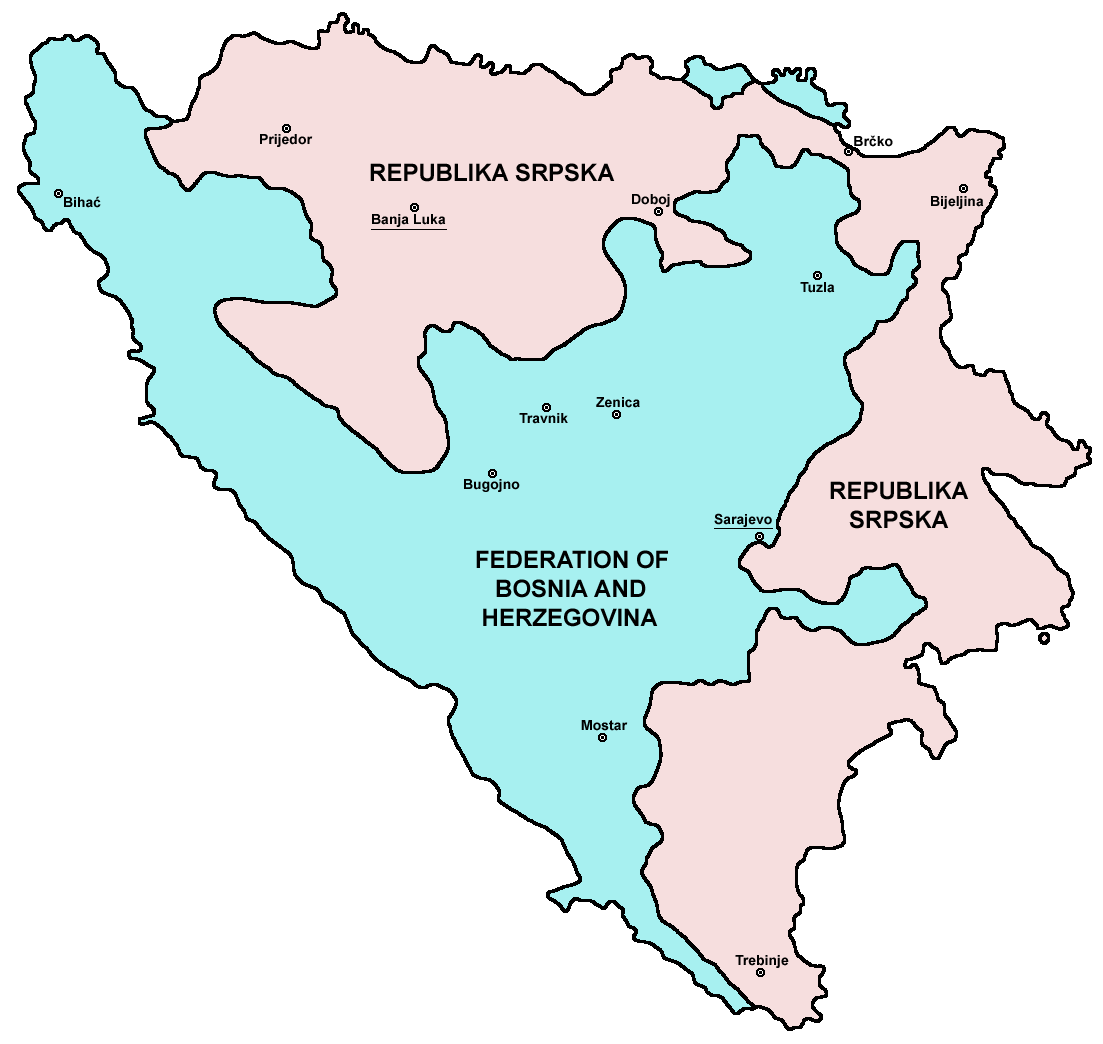
خريطة تقسيم البوسنة والهرسك بعد اتفاقية دايتون

اتفاقيةُ الإطارِ العامِّ للسلامِ في البوسنةِ والهرسكِ والمعروفة باسم اتفاقية دايتون للسلام، والتي انتهى بموجبها الصراعُ المسلح الذي دار في البوسنة والهرسك بين 1992 و1995. دارت في قاعدة رايت بيترسن الجوية قرب مدينة دايتون الأمريكية وبين يومي 1 نوفمبر و21 نوفمبر 1995 مفاوضات ترمي إلى وضع حد إلى الحرب الدائرة منذ ثلاثة أعوام في منطقة البلقان. ترأس الوفود المشاركة كل من سلوبودان ميلوسيفيتش من الجانب الصربي، فرانيو تودمان من الجانب الكرواتي وعلي عزت بيغوفيتش من الجانب البوسني. أدت هذه الاتفاقية إلى تقسيم البوسنة والهرسك إلى جزأين متساويين نسبيا هما: فدرالية البوسنة والهرسك وجمهورية صرب البوسنة، كما أدت إلى انتشار قوات حفظ السلام الدولية الإيفور.
رغم أن التوقيع الرسمي للاتفاقية تم في باريس يوم 14 ديسمبر 1995، فإن الاتفاقية تعرف باسم مدينة دايتون حيث وُقِّع عليها بالأحرف الأولى.

## المفاوضات والتوقيع
على الرغم من اقتراح العناصر الأساسية لاتفاقية دايتون في المحادثات الدولية في وقت مبكر من عام 1992 بدأت هذه المفاوضات في أعقاب جهود وترتيبات السلام السابقة غير الناجحة عملية العاصفة العسكرية الكرواتية في أغسطس 1995 وما تلاها الهجوم العسكري الحكومي ضد جمهورية صرب البوسنة التي أجريت بالتوازي مع عملية القوة المتعمدة لحلف شمال الأطلسي. خلال شهري سبتمبر وأكتوبر 1995 اجتمعت القوى العالمية (خاصة الولايات المتحدة وروسيا) في مجموعة الاتصال ضغطت على قادة الأطراف الثلاثة لحضور مفاوضات التسوية وتم اختيار دايتون في ولاية أوهايو في نهاية المطاف كمكان.
بدأت المحادثات مع الخطوط العريضة للنقاط الرئيسية التي قدمتها الولايات المتحدة في فريق بقيادة مستشار الأمن القومي أنتوني ليك في زيارات إلى لندن وبون وباريس ومحطات أوروبية أخرى في الفترة من 10 إلى 14 أغسطس 1995. وشملت سوتشي في القرم للتشاور مع وزير الخارجية الروسية أندريه كوزيريف. سلم فريق ليك إلى مجموعة منفصلة مشتركة بين الوكالات بقيادة مساعد وزير الخارجية ريتشارد هولبروك الذي ذهب للتفاوض مع قادة البلقان في عواصمهم. The Holbrooke crew conducted five rounds of intense shuttle diplomacy from August to October, أجرى طاقم هولبروك خمس جولات من الدبلوماسية المكوكية المكثفة من أغسطس إلى أكتوبر بما في ذلك المؤتمرات القصيرة في جنيف ونيويورك التي نتج عنها تبني الأطراف لمبادئ التسوية في 8 و 26 سبتمبر على التوالي.
انعقد مؤتمر دايتون في الفترة من 1 إلى 21 نوفمبر 1995. وكان المشاركون الرئيسيون من المنطقة هم رئيس جمهورية صربيا سلوبودان ميلوسيفيتش (الذي كان الصرب البوسنيون قد فوضوه في السابق لتمثيل مصالحهم) ورئيس كرواتيا فرانيو تودجمان ورئيس البوسنة والهرسك علي عزت بيغوفيتش مع وزير خارجيته محمد صقربيغ.
ترأس مؤتمر السلام وزير الخارجية الأمريكي وارن كريستوفر والمفاوض ريتشارد هولبروك مع اثنين من الرؤساء المشاركين في شكل الممثل الخاص للاتحاد الأوروبي كارل بيلت والنائب الأول لوزير خارجية روسيا إيجور إيفانوف. وكان الجنرال ويسلي كلارك أحد المشاركين الرئيسيين في الوفد الأمريكي. كانت رئيسة فريق المملكة المتحدة هي بولين نيفيل جونز المديرة السياسية لوزارة الخارجية وشؤون الكومنولث. كان الممثل العسكري للمملكة المتحدة هو الكولونيل أرونديل ديفيد ليكي. عمل باول ر. وليامز من خلال مجموعة القانون الدولي والسياسة العامة كمستشار قانوني لوفد الحكومة البوسنية خلال المفاوضات.
تم اختيار الموقع الآمن من أجل إزالة جميع الأطراف من منطقة الراحة الخاصة بهم والتي بدونها لن يكون لديهم حافزا كبيرا للتفاوض لتقليل قدرتهم على التفاوض من خلال وسائل الإعلام ولإيواء أكثر من 800 موظف وقادم بشكل آمن. كان الحد من قدرة المشاركين على التفاوض عبر وسائل الإعلام أحد الاعتبارات المهمة بشكل خاص. أراد ريتشارد هولبروك منع المواقف من خلال التسريبات المبكرة للصحافة.
بعد التوقيع بالأحرف الأولى في دايتون في 21 نوفمبر 1995 تم توقيع الاتفاقية الكاملة والرسمية في باريس في 14 ديسمبر 1995 وشهدها رئيس وزراء إسبانيا فيليبي غونثاليث ورئيس فرنسا جاك شيراك ورئيس الولايات المتحدة بيل كلينتون ورئيس وزراء المملكة المتحدة جون ميجر ومستشار ألمانيا هلموت كول ورئيس وزراء روسيا فيكتور تشيرنوميردين.

## المحتوى
الغرض الرئيسي للاتفاقية هو تعزيز السلام والاستقرار في البوسنة والهرسك ودعم التوازن الإقليمي في يوغوسلافيا السابقة وما حولها (المادة الخامسة، المرفق 1-ب) من منظور إقليمي.
تم الاتفاق على الانقسامات السياسية الحالية للبوسنة والهرسك وهيكل حكومتها كجزء من الدستور الذي يشكل الملحق 4 من الاتفاقية الإطارية العامة المبرمة في دايتون. كان أحد المكونات الرئيسية لهذا هو ترسيم خط الحدود بين الكيانات الذي أشارت إليه العديد من المهام المدرجة في المرفقات.
تم اعتبار دولة البوسنة والهرسك على أنها اتحاد البوسنة والهرسك وجمهورية صرب البوسنة. البوسنة والهرسك دولة كاملة وليست كونفدرالية. لا يمكن فصل أي كيان عن البوسنة والهرسك إلا بموجب الإجراءات القانونية الواجبة. على الرغم من أنها لامركزية للغاية في كياناتها إلا أنها ستظل تحتفظ بحكومة مركزية مع رئاسة دولة متناوبة وبنك مركزي ومحكمة دستورية.
فوضت الاتفاقية مجموعة واسعة من المنظمات الدولية بمراقبة مكونات الاتفاقية والإشراف عليها وتنفيذها. كانت قوة التنفيذ التي يقودها الناتو مسؤولة عن تنفيذ الجوانب العسكرية للاتفاقية وتم نشرها في 20 ديسمبر 1995 لتتولى قيادة قوات قوة الحماية التابعة للأمم المتحدة. مكتب الممثل السامي مكلف بمهمة التنفيذ المدني. كلفت منظمة الأمن والتعاون في أوروبا بتنظيم أول انتخابات حرة في عام 1996.

### قرار المحكمة الدستورية
في 13 أكتوبر 1997 طلب حزب القانون الكرواتي لعام 1861 وحزب القانون الخاص بالبوسنة والهرسك لعام 1861 من المحكمة الدستورية للبوسنة والهرسك إلغاء العديد من القرارات وتأييد قرار واحد للمحكمة العليا لجمهورية البوسنة والهرسك والأهم من ذلك لمراجعة دستورية الاتفاق الإطاري العام للسلام في البوسنة والهرسك حيث زُعم أن الاتفاقية انتهكت دستور البوسنة والهرسك بطريقة تقوض سلامة الدولة ويمكن أن تؤدي إلى حل البوسنة والهرسك. توصلت المحكمة إلى استنتاج مفاده أنها ليست مختصة بالفصل في النزاع فيما يتعلق بالقرارات المذكورة لأن المتقدمين لم يكونوا من الموضوعات التي تم تحديدها في المادة VI.3 (أ) من الدستور بشأن أولئك الذين يمكنهم إحالة النزاعات إلى المحكمة. كما رفضت المحكمة الطلب الآخر:
كانت واحدة من أوائل القضايا التي تعين فيها على المحكمة التعامل مع مسألة الطبيعة القانونية للدستور. من خلال الإدلاء بالملاحظة بطريقة المطيع فيما يتعلق بالملحق الرابع (الدستور) وبقية اتفاقية السلام فإن المحكمة في الواقع «أرست الأساس للوحدة القانونية» لاتفاقية السلام بأكملها مما يعني ضمنيا أن جميع الملاحق في التسلسل الهرمي. في قرارات لاحقة أكدت المحكمة أنه باستخدام ملاحق أخرى لاتفاقية السلام كأساس مباشر للتحليل ليس فقط في سياق التفسير المنهجي للملحق الرابع. ومع ذلك بما أن المحكمة رفضت الطلب المقدم من المستأنفين فإنها لم تدخل في التفاصيل المتعلقة بالمسائل المثيرة للجدل حول شرعية العملية التي جاء فيها الدستور الجديد (الملحق الرابع) إلى السلطة واستبدل الدستور السابق لجمهورية البوسنة والهرسك. استخدمت المحكمة نفس المنطق لرفض ادعاء مماثل في قضية لاحقة.

## التغييرات الإقليمية

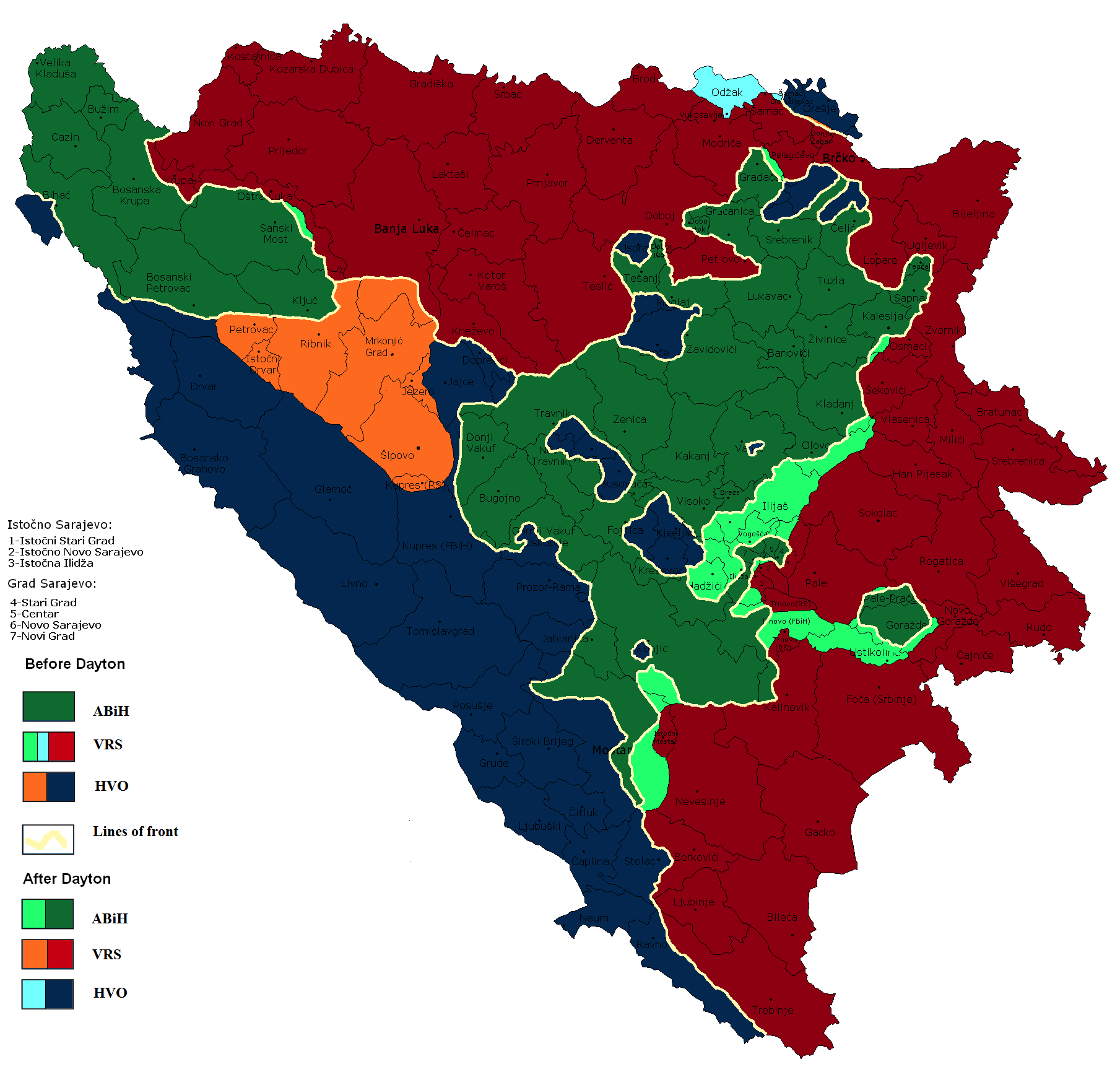
التغييرات الإقليمية.

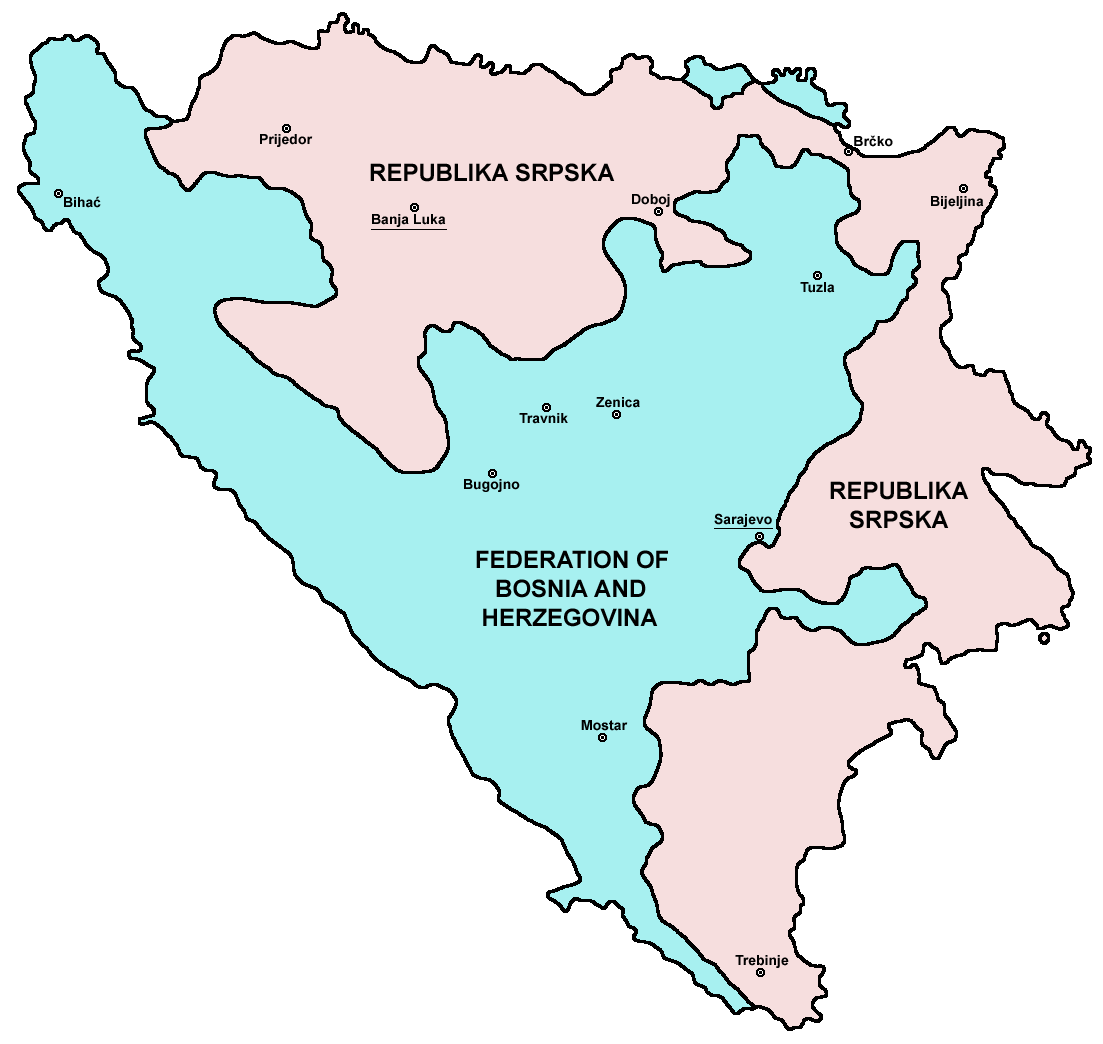
التقسيم السياسي للبوسنة والهرسك بعد اتفاقية دايتون.

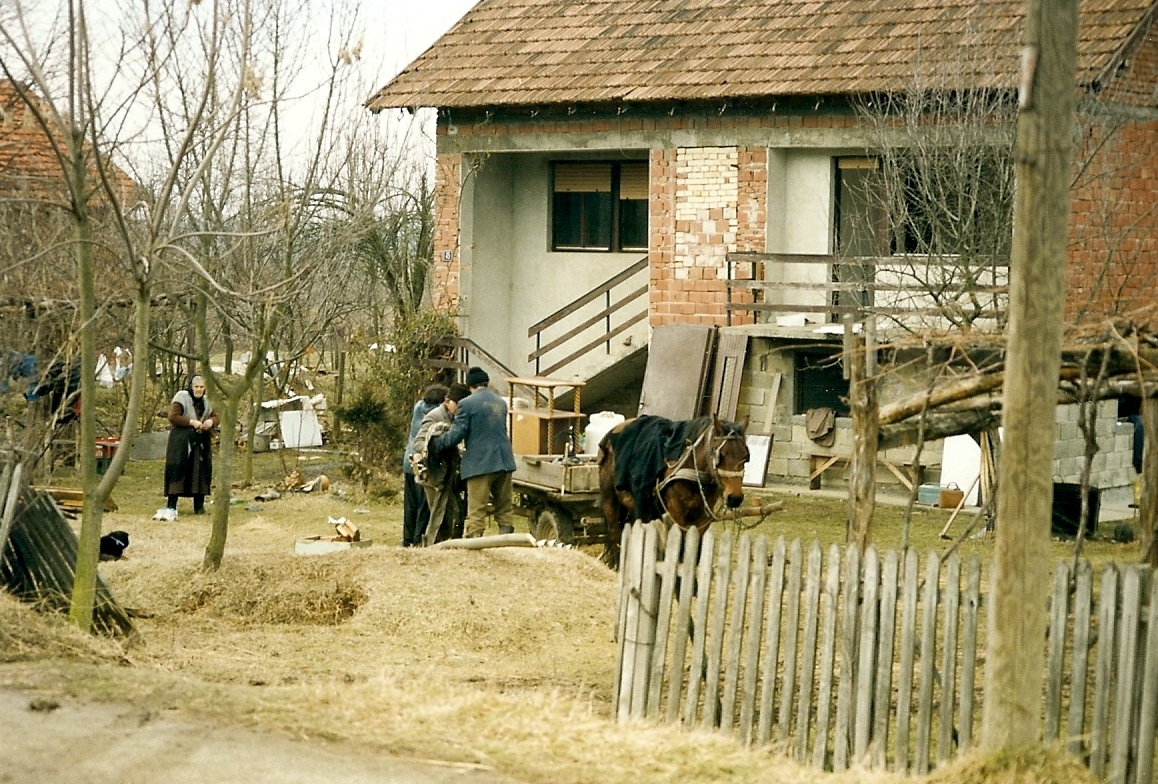
أُجبرت عائلات صربية على ترك منازلها بسبب اللوائح الواردة في اتفاقية دايتون لعام 1995. التقطت الصورة بالقرب من بلدة مودريتشا شمال غرب البوسنة.

قبل الاتفاقية سيطر صرب البوسنة والهرسك على حوالي 46٪ من البوسنة والهرسك (23687 كم مربع) والبوشناق 28٪ (14505 كم مربع) وكروات البوسنة والهرسك 25٪ (12937 كم مربع).
استعاد الصرب البوسنيون مساحات كبيرة من الأراضي الجبلية (4٪ من الكروات البوسنيين وبعض المساحات الصغيرة من البوسنيين) لكنهم اضطروا إلى تسليم سراييفو وبعض المواقع الحيوية في شرق البوسنة والهرسك. نمت نسبتهم إلى 49٪ (48٪ باستثناء مقاطعة برتشكو 24,526 كيلومتر مربع).
حصل البوسنيون على معظم سراييفو وبعض المواقع المهمة في شرق البوسنة والهرسك بينما فقدوا مواقع قليلة فقط على جبل أوزرين وفي غرب البوسنة والهرسك. نمت نسبتهم إلى 30٪ وعملوا على تحسين جودة الأرض بشكل كبير. وظلت مساحات شاسعة من الأراضي المأهولة بالبوشناق (وكروات البوسنة) قبل الحرب تحت سيطرة صرب البوسنة.
أعاد الكروات البوسنيون معظم (4٪ من أراضي البوسنة والهرسك) إلى صرب البوسنة (9٪ من جمهورية صرب البوسنة اليوم) وانسحبوا أيضا من أونا سانا دونجي فاكوف (في وسط البوسنة والهرسك) بعد ذلك. لم يغير التوسيع الصغير لبوسافينا (أودزاك وأجزاء من دومالييفاتش) حقيقة أنه بعد دايتون سيطر الكروات البوسنيون على 21٪ فقط من البوسنة والهرسك (10,640 كم مربع) مقارنة بأكثر من 25٪ قبل دايتون. واحدة من أهم الأراضي الكرواتية البوسنية (بوسافينا مع بوسانسكي برود وبوسانسكي شاماتش ودرفنتا) تم استبعادها من سيطرة الكروات البوسنيين.

### سيطرة جمهورية صرب البوسنة
حوالي 89.5٪ (22059 كيلومتر مربع) كانت تحت سيطرة صرب البوسنة والهرسك.
حوالي 9٪ (2,117 كم مربع) من أراضي جمهورية صرب البوسنة الحالية كانت تحت سيطرة القوات الكرواتية البوسنية بشكل رئيسي في بلديات شيبوفو وبوسانسكي بتروفاتس وإستوتشي دورفار وييزيرو وكوبريس وجزء من بلدية بانيا لوكا.
حوالي 1.5٪ (350 كيلومتر مربع) من أراضي جمهورية صرب البوسنة الحالية كانت تحت سيطرة القوات البوسنية وخاصة بعض القرى في أوزرين (دوبوي وبيتروفو) وغرب البوسنة (كروبا نا يوني وأجزاء من نوفي غراد وأوسترا لوكا).

### سيطرة اتحاد البوسنة والهرسك
حوالي 53٪ (13955 كم مربع) من اتحاد البوسنة والهرسك كانت تحت سيطرة البوسنيين.
حوالي 41٪ (10720 كم مربع) من اتحاد البوسنة والهرسك كانت تحت سيطرة كروات البوسنة والهرسك.
حوالي 6٪ (1435 كيلومتر مربع) كانت تحت سيطرة صرب البوسنة والهرسك.

### الكانتونات
كانتون 10:
- كانت تحت سيطرة الكروات البوسنيين بالكامل تقريبا (4924 كم مربع)
- سيطر البوشناق على بعض النقاط شرق كوبرس (10 كم مربع)

كانتون يونا-سانا:
- كانت تحت سيطرة البوسنيين بالكامل تقريبا (3925 كم مربع)
- سيطر الكروات البوسنيون على بعض الممرات الجبلية في الأجزاء الجنوبية من بلديات بوسانسكي بيتروفاتش وبيهاتش (200 كيلومتر مربع)

كانتون غرب الهرسك:
- كانت تحت السيطرة الكرواتية البوسنية بالكامل (1,362 كم مربع)

كانتون الهرسك-نيريتفا:
- تم تقسيمه وكان أكثر من نصفه تحت السيطرة الكرواتية البوسنية (2525 كم مربع)
- الأجزاء الشمالية والوسطى كانت تحت سيطرة البوشناق (1666 كم مربع).
- كانت الجبال الشرقية تحت سيطرة صرب البوسنة (210 كم مربع)

كانتون البوسنة الوسطى:
- تم تقسيمه وكان أكثر بقليل من الثلث تحت السيطرة الكرواتية البوسنية (1,099 كم مربع)
- الباقي كان تحت سيطرة البوشناق (2090 كم مربع)

كانتون زينيكا-دوبوي:
- كانت إلى حد كبير تحت سيطرة البوسنيين (2843 كم مربع)
- كانت هناك بعض الجيوب الصغيرة مثل زيبشي وأوسورا تحت سيطرة الكروات البوسنيين (400 كم مربع)
- كانت الجبال الشرقية تحت سيطرة صرب البوسنة (100 كم مربع)

كانتون توزلا:
- كانت إلى حد كبير تحت سيطرة البوسنيين (2544 كم مربع)
- كانت هناك بعض القرى في بلدية جراداتشاتس تحت سيطرة الكروات البوسنيين (5 كم مربع)
- وبعض القرى في بلديات دوبوي وغراتسانيتسا الخاضعة لسيطرة صرب البوسنة (100 كيلومتر مربع)

كانتون بوسافينا:
- كانت في الغالب تحت سيطرة الكروات البوسنيين (205 كم مربع)
- سيطر صرب البوسنة على أودزاك وأجزاء من بلديات دومالييفاتش (120 كم مربع)

كانتون بودريني البوسني:
- كانت في الغالب تحت سيطرة البوسنيين (405 كم مربع)
- مناطق سيطرة صرب البوسنة التي ربطتها بسراييفو (100 كم مربع).

كانتون سراييفو:
- كانت في الغالب تحت سيطرة صرب البوسنة (800 كم مربع)
- بينما سيطر البوشناق على بعض الضواحي الجنوبية ومعظم المدينة نفسها (477 كم مربع)

منطقة برتشكو قسمت إلى:
- سيطر البوشناق على معظم أجزائه الجنوبية (200 كيلومتر مربع)
- صرب البوسنة أجزاءها الشمالية (193 كم مربع)
- بينما سيطر الكروات البوسنيون على الباقي جزء بالقرب من بلدية أوراسيي وجيبان في الأجزاء الجنوبية من البلدية (100 كيلومتر مربع)

## التقييم
كان الهدف المباشر للاتفاق تجميد المواجهة العسكرية ومنع استئنافها. لذلك تم تعريفه على أنه «بناء الضرورة».
هدفت اتفاقية دايتون إلى السماح للبوسنة والهرسك بالانتقال من مرحلة مبكرة بعد الصراع من خلال إعادة الإعمار والتوطيد وتبني نهج توافقي لتقاسم السلطة. يصف العلماء مثل الأستاذ الكندي تشارلز فيليب ديفيد دايتون بأنها «المثال الأكثر إثارة للإعجاب في حل النزاعات». يقول الباحث الأمريكي هوارد إم هينسل أن "دايتون تمثل مثالا على مفاوضات حل النزاع التي كانت ناجحة. بذور عدم الاستقرار من خلال خلق نظام سياسي لامركزي يقوض سلطة الدولة".
جادل المندوب السامي للبوسنة والهرسك فولفغانغ بيتريتش في عام 2006 بأن إطار عمل دايتون قد سمح للمجتمع الدولي بالانتقال «من بناء الدولة عبر المؤسسات وبناء القدرات إلى بناء الهوية» مما يضع البوسنة والهرسك «على طريق بروكسل».
تعرضت اتفاقية دايتون للنقد منذ نشأتها بما في ذلك:
- نظام حكومي معقد: كجزء من اتفاقية دايتون تم تقسيم البوسنة إقليميا بين «كيانين» ضمن ديمقراطية توافقية تم تأسيسها لضمان التمثيل السياسي والسلطة لجميع الأطراف. يمكن أن يؤدي هذا إلى حكومة غير منتجة حيث أن كل قضية مهمة وصلت إلى طريق مسدود داخل الحكومة المركزية حيث أن كل حزب يدافع عن الأولويات المتعارضة التي تستند إلى سياسات عرقية وليست مُثلا مشتركة.[21]
- التبعية والسيطرة على الفاعلين الدوليين: كانت الاتفاقية إلى حد كبير رؤية دولية بقيادة الولايات المتحدة التي أيدت إنهاء الحرب لكن ذلك لم يسمح للقادة البوسنيين بالتفاوض على إنهاء الحرب وبالتالي لم يترك أي حافز في ما بعد الحرب. عملية بناء السلام ولا مجال للقادة لمناقشة الأسباب الجذرية الكامنة وراء الصراع. لعبت الجهات الفاعلة الدولية أيضا دورا واسعا في تشكيل أجندة ما بعد الحرب في البوسنة والهرسك. يستثمر المجتمع الدولي ملايين الدولارات في البوسنة والهرسك سنويا من خلال المنظمات غير الحكومية. ومع ذلك فإن هذا يخنق تأثير الفاعلين المحليين وتنمية المجتمع المدني. بدلا من ذلك يجب على المجتمع الدولي الاستثمار في الفاعلين المحليين والنشطاء الشباب ومشاريع التحول الديمقراطي.[22] كما فشل تدفق المنظمات غير الحكومية والجهات الفاعلة الدولية لبدء الاستثمار في الدولة بعد الحرب في إطلاق الاقتصاد حيث عانت البوسنة والهرسك من ضعف النمو الاقتصادي (2٪ في عام 2015). يُعزى الافتقار إلى التنمية الاقتصادية إلى ضعف التنسيق بين الجهات الفاعلة الدولية وعدم مراعاة القدرات المحلية.[23]
- إنهاء الحرب ولكن ليس تعزيز السلام: كان الهدف الأساسي لدايتون هو وقف الحرب لكن الاتفاق كان يهدف فقط إلى أن يكون تدبيرا مؤقتا أثناء وضع خطة طويلة المدى. كانت اتفاقية دايتون هي المحاولة الخامسة والثلاثين لوقف إطلاق النار بعد 34 محاولة فاشلة أخرى. بينما أوقف دايتون الصراع ولم يكن هناك تجدد للعنف فإن الاستقرار في الصراع لا يعطي تقييما دقيقا للسلام. يسود سلام سلبي في البوسنة والهرسك مما يعني عدم وجود صراع مفتوح أو عنف. ومع ذلك لا يوجد سلام إيجابي. لا يزال هناك حاليا وجود عسكري دولي يوفور ألثيا المسؤول عن الإشراف على الامتثال لجوانب اتفاقية دايتون. وفرت اتفاقية دايتون السلام من خلال إعادة التقسيم وتقنينه. يمكن أن يُنظر إلى فرض مثل هذا السلام على أنه يسلط الضوء على التوترات التي لا تزال عميقة الجذور في البلاد حيث يغطي دايتون الشقوق في مجتمع ممزق يمكن أن يغرق مرة أخرى في الصراع بمجرد مغادرة القوات العسكرية.[24]
- الديمقراطية التوافقية: أنشأت اتفاقية دايتون ديمقراطية توافقية في البوسنة والهرسك. هذا يعني أن كل مجموعة مضمونة التمثيل والسلطة. حفز هذا على نهاية حرب البوسنة والهرسك لكنه يتطلب أولا التعاون أو المصالحة حتى تعمل الحكومة. تعمل البوسنة والهرسك بدور رئيس من ثلاثة أعضاء. هناك رئيس كرواتي ورئيس بوشناقي ورئيس صربي. تنطبق حصص وقواعد مماثلة على الهيئتين التشريعيتين.

وفقا لنتائج الاستطلاع من دراسة أجريت عام 2020 «في كل مجموعة من المجموعات العرقية الرئيسية الثلاث في البوسنة والهرسك كان عدد الأشخاص الذين صوتوا لصالح دايتون أكثر من الذين صوتوا ضدها».

## اختفاء المستند الأصلي
في 13 فبراير 2008 قال رئيس مجلس رئاسة البوسنة والهرسك زيليكو كومشيتش أن اتفاقية دايتون الأصلية فقدت من أرشيف الرئاسة. قال الممثل الأعلى للبوسنة والهرسك ميروسلاف لاجاك: «لا أعرف ما إذا كانت الأخبار حزينة أم مضحكة». في 16 نوفمبر 2009 سلمت وزارة الخارجية الفرنسية نسخة مصدقة من اتفاقية دايتون للسفارة الفرنسية في سراييفو. نُقلت النسخة لاحقا إلى وزارة خارجية البوسنة والهرسك. تم العثور على النسخة الأصلية المسروقة في عام 2017 في مسكن خاص في بالي مما أدى إلى اعتقال الشخص الذي كان يحاول بيعها.

## وصلات خارجية
- نص اتفاقية دايتون